# Edward C. Moran

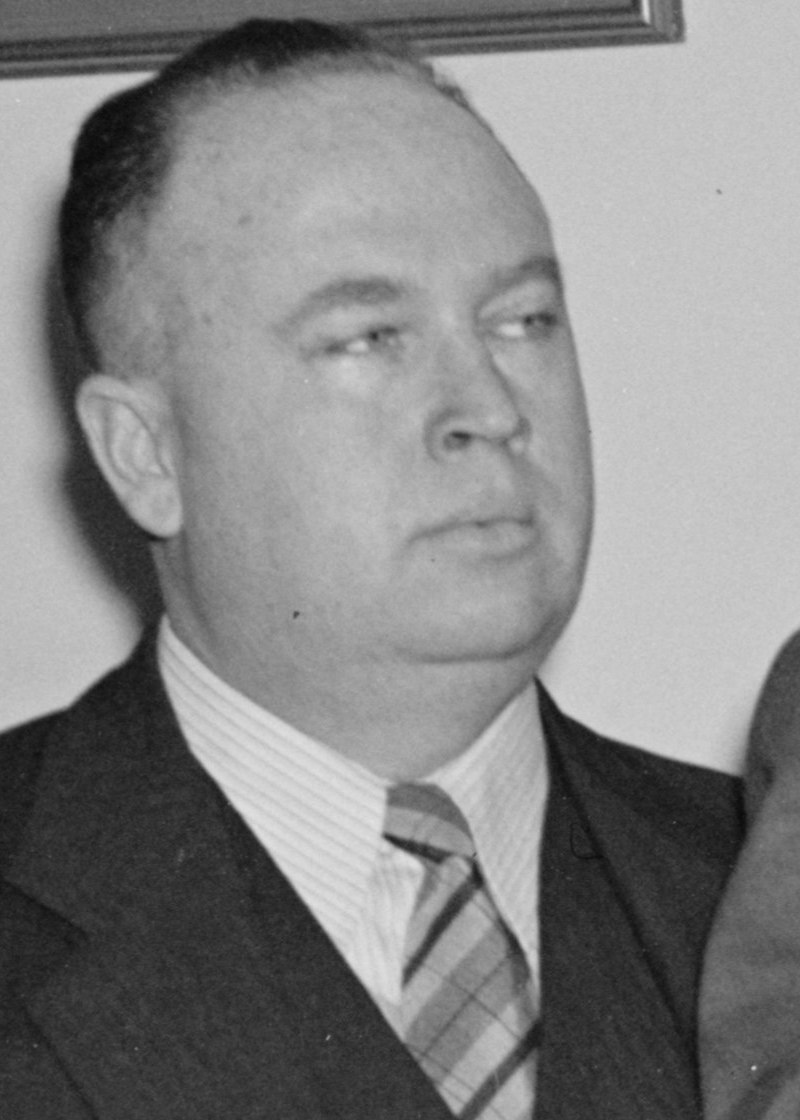
Edward C. Moran (1937)

Edward Carleton Moran Jr. (* 29. Dezember 1894 in Rockland, Knox County, Maine; † 12. Juli 1967 ebenda) war ein US-amerikanischer Politiker. Zwischen 1933 und 1937 vertrat er den Bundesstaat Maine im US-Repräsentantenhaus.

## Werdegang
Edward Moran besuchte die öffentlichen Schulen seiner Heimat und danach bis 1917 das Bowdoin College in Brunswick. Zwischen Juli 1917 und März 1919 nahm er als Soldat der US-Armee am Ersten Weltkrieg teil. Dabei wurde er einem Küstenartilleriekorps zugeordnet und in Europa eingesetzt. Nach seiner Rückkehr nach Maine stieg Moran in Rockland in das Versicherungsgeschäft ein. Er wurde Mitglied der Demokratischen Partei und war zwischen 1922 und 1936 Delegierter auf deren regionalen Parteitagen in Maine. In den Jahren 1924 und 1932 war er auch Delegierter zu den jeweiligen Democratic National Conventions, auf denen John W. Davis und danach Franklin D. Roosevelt als Präsidentschaftskandidaten nominiert wurden. In den Jahren 1928 und 1930 kandidierte Moran erfolglos für das Amt des Gouverneurs von Maine.
Bei den Kongresswahlen des Jahres 1932 wurde er im zweiten Wahlbezirk von Maine in das US-Repräsentantenhaus in Washington, D.C. gewählt. Dort trat er am 4. März 1933 die Nachfolge des Republikaners Donald B. Partridge an. Sein Wahlsieg lag damals im Bundestrend, der die Demokratische Partei deutlich im Aufwind sah. Höhepunkt dieses Trends war die Wahl von Franklin Roosevelt zum US-Präsidenten. Nach einer Wiederwahl konnte Moran bis zum 3. Januar 1937 zwei Legislaturperioden im Kongress absolvieren. In dieser Zeit wurden viele der New-Deal-Gesetze der Bundesregierung beraten und verabschiedet. Außerdem wurde 1933 der 21. Verfassungszusatz verabschiedet, durch den der 18. Zusatzartikel, das Alkoholverbot aus dem Jahr 1919, wieder aufgehoben wurde. Im Jahr 1936 verzichtete Moran auf eine erneute Kandidatur.
Zwischen 1937 und 1940 war Edward Moran Mitglied der Maritimen Kommission der Bundesregierung. Im Jahr 1942 war er für einige Monate der Direktor der Preiskontrollbehörde für den Staat Maine. Im Jahr 1945 arbeitete er kurzzeitig für das Arbeitsministerium und in den Jahren 1946 und 1947 war er Vorsitzender des Gemeinderats von Rockland. Außerdem arbeitete er weiter in der Versicherungsbranche. Edward Moran starb am 12. Juli 1967 in seinem Geburtsort Rockland.